# مقاطعة وين (لويزيانا)
مقاطعة وين (بالإنجليزية: Winn Parish, Louisiana)‏ هي إحدى مقاطعات ولاية لويزيانا في الولايات المتحدة. تأسست سنة 1852، وتبلغ مساحتها 2478 كم2، بلغ عدد سكانها 15313 نسمة في عام 2010 حسب إحصاء مكتب تعداد الولايات المتحدة وتصل الكثافة السكانية فيها 7 نسمة/كم2.

## أعلام
- روي ساندرز
- أوسكار ك. ألين

## وصلات خارجية
- United States Counties